# Pentwater
Pentwater é uma vila localizada no estado americano de Michigan, no Condado de Oceana.

## Demografia
Segundo o censo americano de 2000, a sua população era de 958 habitantes.
Em 2006, foi estimada uma população de 984, um aumento de 26 (2.7%).

## Geografia
De acordo com o United States Census Bureau tem uma área de
4,2 km², dos quais 3,4 km² cobertos por terra e 0,8 km² cobertos por água. Pentwater localiza-se a aproximadamente 186 m acima do nível do mar.

## Localidades na vizinhança
O diagrama seguinte representa as localidades num raio de 28 km ao redor de Pentwater.